# 原圭一

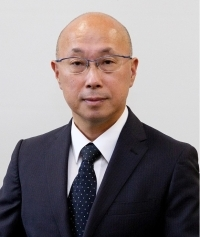
外務省より公表された公式肖像画像

原 圭一（はら けいいち、1969年〈昭和44年〉5月17日 - ）は、日本の外交官。

## 人物
兵庫県出身。1992年3月に東京大学法学部第二類卒業後、外務省入省。在アフガニスタン大使館公使、在中華人民共和国大使館公使、大臣官房参事官等を経て、2022年9月より大臣官房審議官（中東アフリカ局、中東アフリカ局アフリカ部、国際協力局、地球規模課題担当）を務めた。2023年10月より駐ジブチ特命全権大使。

## 略歴
- 1992年4月　外務省入省
- 2010年7月　大臣官房会計課 首席事務官
- 2011年9月　大臣官房会計課企画官兼首席事務官
- 2012年8月　大臣官房会計課企画官
- 2012年9月　国際協力局国別開発協力第二課（アフガニスタン支援室長）
- 2013年8月　欧州局政策課長
- 2015年6月　国際協力局国別開発協力第一課長
- 2017年9月　在アフガニスタン日本国大使館 参事官
- 2018年1月　在アフガニスタン日本国大使館 公使
- 2019年6月　在中華人民共和国日本国大使館 公使
- 2021年4月　大臣官房参事官兼国際協力局（地球規模課題担当）、中東アフリカ局、中東アフリカ局アフリカ部
- 2022年9月　大臣官房審議官（中東アフリカ局、中東アフリカ局アフリカ部、国際協力局、地球規模課題担当）
- 2023年10月　特命全権大使 ジブチ共和国駐箚[2]

## 同期
- 池上正喜（23年大臣官房審議官（欧州局担当））
- 石瀬素行（24年国際情報統括官）
- 金井正彰（24年国際法局長）
- 片平聡（23年経済局長）
- 北村俊博（23年大臣官房審議官（中東アフリカ局、中東アフリカ局アフリカ部、国際協力局、地球規外模課題担当））
- 熊谷直樹（24年大臣官房審議官（Ｇ７外相会合、貿易大臣会合準備事務局長、総合外交政策局、領事局担当））
- 高田真里（21年在重慶総領事）
- 中村和彦（24年地球規模課題審議官・22年大臣官房審議官）
- 中村仁威（24年軍縮不拡散・科学部長、国際法研究者）
- 中村亮（23年アジア大洋州局南部アジア部長）
- 西永知史（23年大臣官房審議官（総合外交政策局担当））
- 別所健一（23年ミュンヘン総領事）
- 宮下匡之（24年儀典長・24年大臣官房審議官（総括担当）兼大臣官房公文書監理官）